# Янкари, Элмо
Э́лмо Я́нкари (фин. Elmo Jankari; род. 13 октября 1992, Турку, Финляндия) — финский конник, член сборной Финляндии на летних Олимпийских играх 2016 года.
Выступает на 11-летней лошади ольденбургской породы по кличке Duchess Desirée. Тренером является олимпийский чемпион Франк Остхольт, победивший в командном троеборье на Олимпиаде в Пекине.
В 2013 году выиграл золото на чемпионате Европы среди юниоров. Принимал участие в чемпионате Европы и чемпионате мира.
Проживает в Варендорфе в Германии, где вместе с супругой конницей Санной Силтакорпи (Sanna Siltakorpi) содержит конюшни «Siltakorpi-Jankari Eventing».